# 마야급 구축함
마야급 구축함은 해상자위대의 미사일 구축함 이다,아타고 형보다 적극적으로 codlag 추진방식을 도입했으며 발전된 이지스 시스템을 사용한다
헤이세이 27년~28년(서기 2015년~2016년)에 계획되어 레이와 레이와 원년~2년(서기 2019년~2021년)에 각 한척(마야,하구로)씩 취역되었다

## 개요
아타고급 구축함을 베이스로, 장비 및 군비 등의 비약적인 향상을 수행하면서 취득 비용 저감을 중점에 두고 설계되어 있다.
미국 해군의 알레이버크급 구축함 플라이트 IIA에 사용되는 이지스 시스템을 개량하여 탑재하였으며
2022년 11월 SM-3 블록 II을 이용하여 탄도탄 요격 훈련에 성공함으로써 탄도탄 요격능력이 증명되었다.
NIFC-CA와 CEC의 운용 능력을 가지고 원격 및 IAMD 모드에 의한 교전이 가능해졌다.
스텔스 마스트 중간의 SPQ-9B 대 수상 레이더를 건조시부터 장착하는 사례는 본븍이 처음이다.
함재 보트는 연돌 양현의 11미터형 작업 보트 1척, 7.5미터형 RHIB 1척이다.
함내 통합 네트워크는 JSWAN 해상자위대 지휘 통제·공통 기반 시스템 해상 터미널 MMT, CENTRIXS 통신 시스템 등을 갖추고있다. 해상 급유 장치는 2개씩 설치되며 여성 자위관의 승함 시설을 가진다.

## 세부내용

### 선체
마야급 구축함은 아타고급 구축함(14DDG)의 설계를 기반으로 전기추진 시스템을 도입했다.
이에 따라 아타고급 구축함과 비교해 전장이 5미터,배수량은 약 450톤가량 증가하는 등 아타고보다 대형화 되었다. 반면 기동성은 함미 플랩 등을 이용하여 기존의 아타고와 유사한 능파성을 가질것으로 보인다.

### 추진체계
추진기관으로 COGLAG 방식을 채용했다. 이는 이는 아사히급 구축함과 동일한 추진체계로서 저속 순항시에는 전기를 이용하여 추진하고 고속에서는 전기와 가스터빈을 이용하여 움직이는것이 특징으로 마야급의 전기기관이 단독으로 낼 수 있는 최고속도는 18노트가량으로 추정된다 

## 장비

### 이지스 무기 시스템
이지스 시스템 베이스라인 9.2C를 개량한 베이스라인 J7을 이용하고 있으며 이를 이용하여 SM2와 SM6를 이용한 통상적인 대공 임무 뿐 아니라 SM3와 SM6를 이용하여 미사일 방어 임무(MD)에도 사용 될 수 있다, 후일 SM6를 탑재함에 따라 E2D 등을 이용한 공동 교전 능력(CEC) 또한 보유할 예정이다.

### 레이더
다기능 레이더로 AN/SPY1D(V)를 사용하고 대 수상용 레이더로써 AN/SPQ-9B가 사용될 예정이다, 다만 2번함 하구로의 경우 건조 당시 예산 초과 문제로 AN/SPQ-9B 탑재가 보류되었고 2022년 기준 다시 탑재가 된것으로 보인다.

### 미사일 방어 능력(MD)
이지스 BMD 시스템 5.1을 사용함에 따라 SM3를 이용한 미사일 방어 능력을 보유하게 되었다.

### 대잠전
대잠전 시스템의 경우 아타고급 구축함과 마찬가지로 AN/SQQ-89 A(V)15J를 탑재하고 AN /SQS-53C 함수 소나와 AN/SQR-20 예인 소나 를 사용하고 있다.
324mm 3연장 어뢰 발사관은 곤고급과 아타고급에서 HOS-30을 사용했던 것에 반해,아타고급 구축함은 HOS-303를 장착함으로써 Mk.46 뿐 아니라 97식 어뢰와 12식 어뢰의 투사가 가능하다.

### 대함전
1번함의 경우 기존에 쓰이던 90식 함대함 미사일을 탑재하나 2번함 하구로에는 신형인 17식 함대함 미사일을 탑재함으로써 대함능력이 더욱 강화되었다.
대함미사일은 발사관은 최대 8기까지 배치 가능하며 17식 대함미사일은 기존의 90식 대함미사일의 발사관에 탑재 불가능 하다.

### 함포
오토멜라라 MK.45 5인치 단장포를 주포로 쓰며 CIWS로써 MK.15B 팰렁스가 탑재되어있다.

## 운영사
2015년 2척분의 이지스 시스템 의 일부의 조달비로서 1,680억엔이 포함되었다 
2016년 2번함의 건조비로서 1,734억엔이 포함되었다 
2020년 3월 19일 초도함 마야의 취역식이 진행되어 제1호위대군 제1호위대에 편입되었다, 모항은 요코스카
2021년 3월 19일 2번함 하구로의 취역식이 진행되어 제4호위대군 제8호위대에 편입되었다, 모항은 사세보
해상자위대의 7대,8대 이지스함으로,
함선 취역 이후 아베내각이 목표로 하고 있던 이지스함 8척 체제가 확립 되었으며 기존의 하타카제급 2척은 모두 연습함으로 변경되었다.